# 王之心
王之心（?—1644年），明朝崇祯时期的宦官首富，曾提督东厂。

## 生平
明朝末年曾经出任监军、東廠的提督太监。之后，李自成進犯北京，城中兵備不足，崇禎帝下捐輸令：“凡官員捐餉者，加官進爵”。王之心家最富，但啬于捐输，勉強湊了一萬。李自成攻入北京後，要求捐餉，王之心湊不出三十萬，被劉宗敏夾死。

## 身后事件
南明时被误列为附祀内臣。